# Vigil Games
Vigil Games é uma companhia norte americana com sede em Austin, Texas, propriedade da THQ. Foi fundada em 2005[carece de fontes?] pelo artista de banda desenhada Joe Madureira e por David Adams, Marvin Donald e Ryan Stefanelli. Estão actualmente a produzir Warhammer 40,000: Dark Millennium Online.

## Videojogos
| Ano  | Titulo                            | Plataforma | Plataforma | Plataforma | Plataforma |
| Ano  | Titulo                            | PS3        | Wii U      | Windows    | X360       |
| ---- | --------------------------------- | ---------- | ---------- | ---------- | ---------- |
| 2010 | Darksiders                        | Sim        | Sim        | Sim        | Sim        |
| 2012 | Darksiders II                     | Sim        | Sim        | Sim        | Sim        |
| 2013 | Warhammer 40,000: Dark Millennium | Não        | Não        | Sim        | Não        |